# Achkan

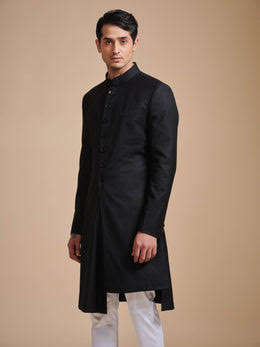
Achkan

Een achkan (Hindi, Urdu) is een halflange jas (boven, op of onder de knie vallend) die gedragen wordt door mannen op het Indische subcontinent. Het woord achkan is afgeleid van angarkha, Sanskriet अंगरक्षक (anga-rakshaka) en betekent lichaamsbeschermer. De angarkha werd traditioneel gedragen in verschillende delen van het Indische subcontinent.
De basis-snit is overal hetzelfde, maar stijlen en lengtes variëren van regio tot regio. Er zijn verschillende variaties van de achkan die bekend zijn onder regionale namen zoals daura in Nepal en Noordoost-India, angi in Zuid-India en chola of cholu in de Indiase Himalaya.

## Geschiedenis
De oorsprong van de achkan ligt in Centraal Azië, waar het de hofkleding was van Perzische en Ottomaanse edelen tijdens het Sultanaat van Delhi en het Mogolrijk. In de late 18e eeuw begon de Indische aristocratie in Noord-India deze kleding over te nemen, en werd het kledingstuk vermengd met de Engelse geklede halflange jas (frock).
In de 19e eeuw ontwikkelde de sherwani zich uit de achkan. Deze is in de regel gemaakt van een zwaardere stof, is iets langer dan de achkan (tot halverwege de kuit), en wordt overwegend gedragen door moslims. Het is de traditionele en ceremoniële dracht van mannen in Pakistan.
Een 20ste-eeuwse variant van de achkan is de zogenaamde Nehru-jas, een ingekorte, ook wel mouwloze, versie.
In de 21ste eeuw worden achkans soms ook door vrouwen gedragen als klassiek mode-item.

## Stijl
Achkans zijn gemaakt van dunne stof en bedoeld om in de zomer te dragen. De jas heeft lange mouwen, een kleine opstaande boord, aan de voorkant een knoopsluiting tot aan de taille, vanaf de heupen links en rechts twee open naden (splitten) en meestal links een borstzak. Het kledingstuk heeft een klassieke en voorname uitstraling en wordt daarom vooral bij officiële gelegenheden gedragen, zoals door bruidegommen van de Sikh-, Maratha- en Rajput-kastes. Achkans voor deze gelegenheid zijn vaak rijk versierd met borduurwerk. Eenvoudiger achkans worden ook gedragen bij feesten en officiële ontvangsten.

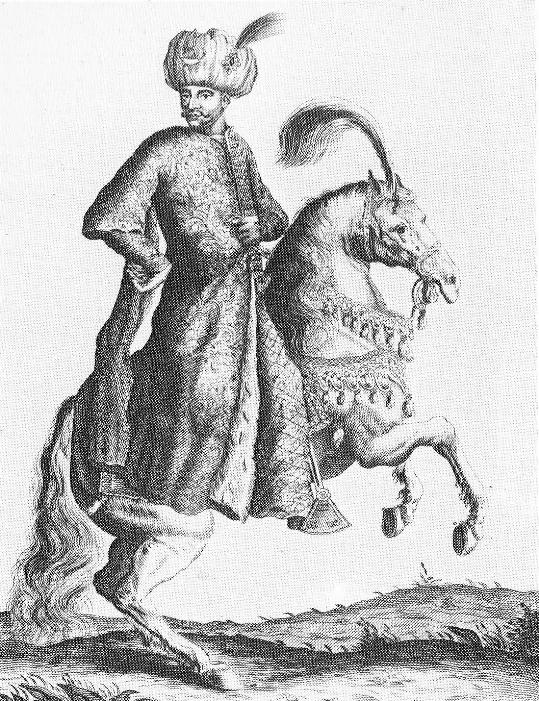
Ottomaanse sultan Mehmed IV (17e eeuw) in een voorloper van de achkan
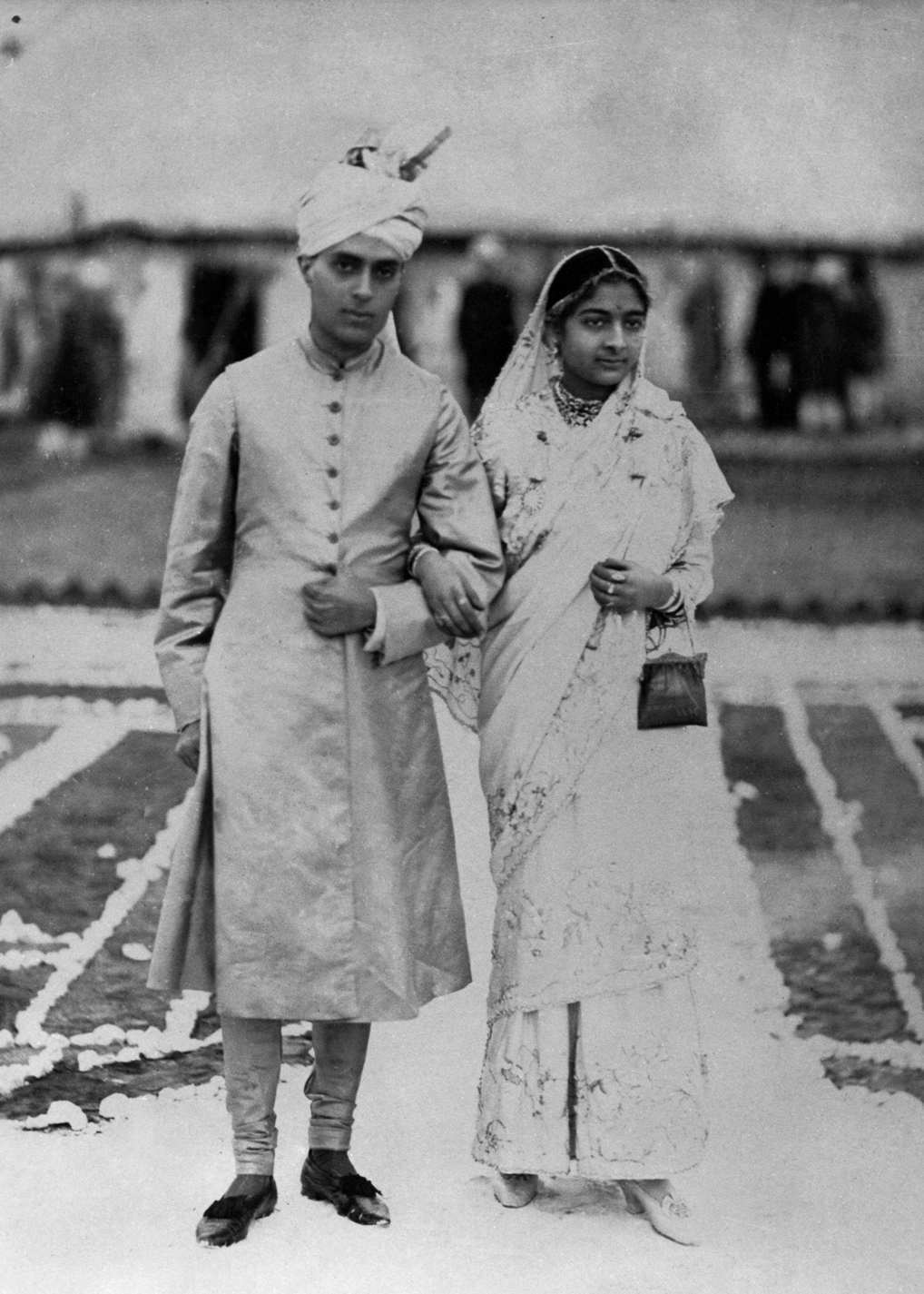
Jawaharlal Nehru in achkan ter gelegenheid van zijn bruiloft
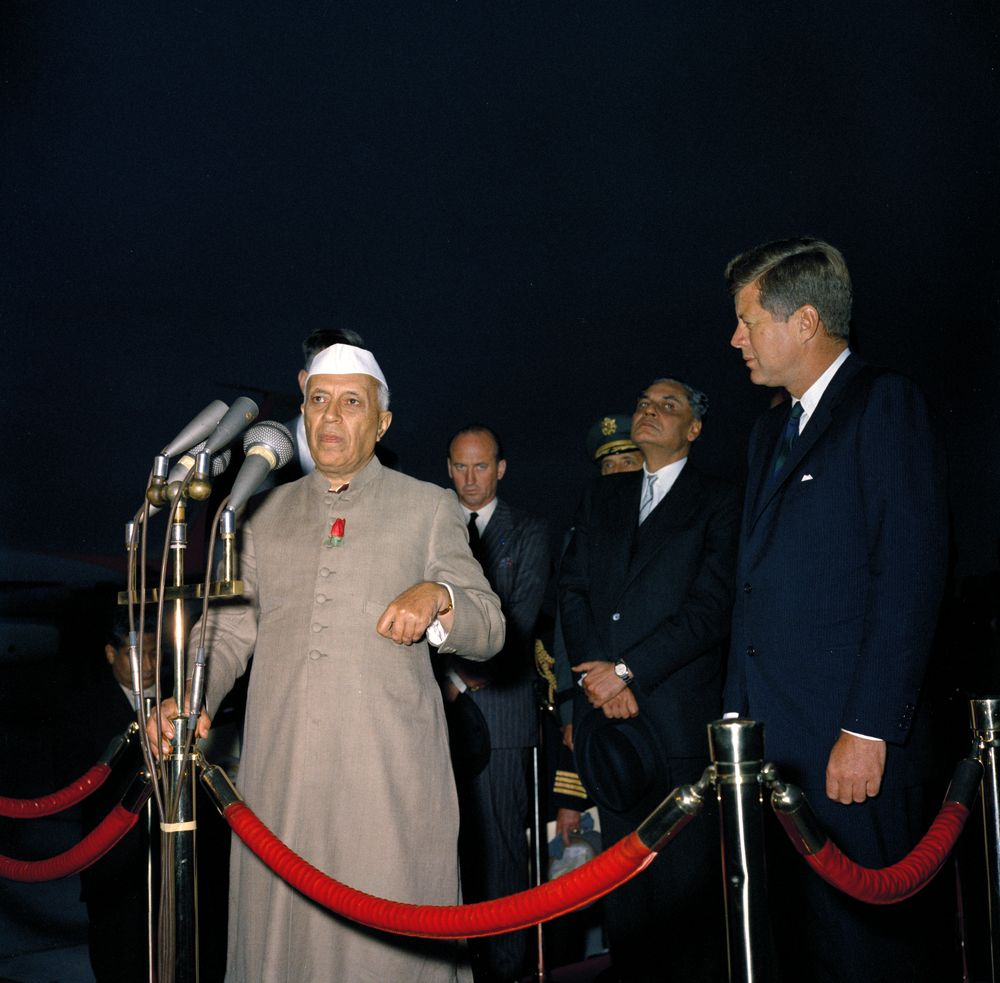
Nehru in achkan bij staatsbezoek President Kennedy
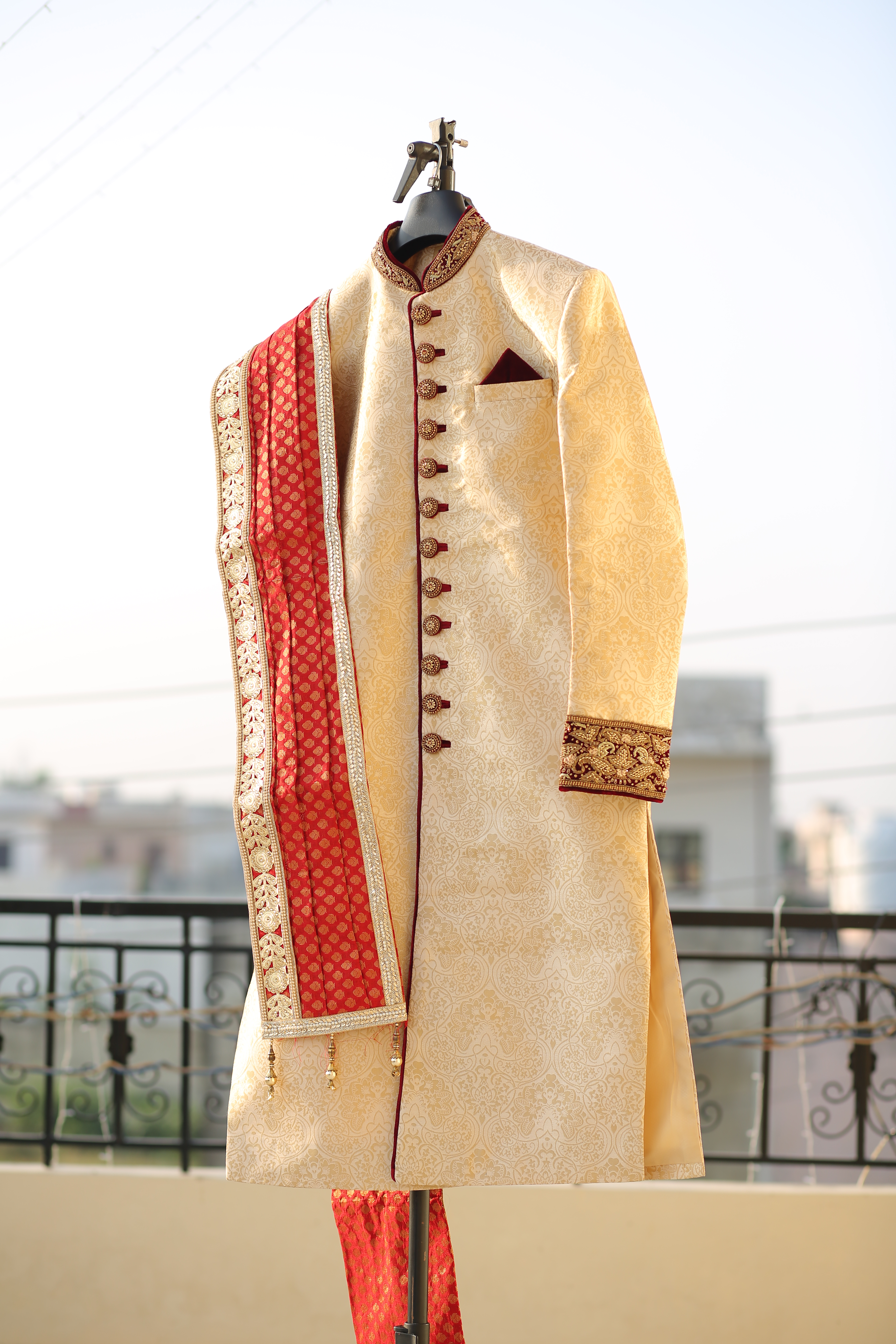
Een achkan voor een bruidegom
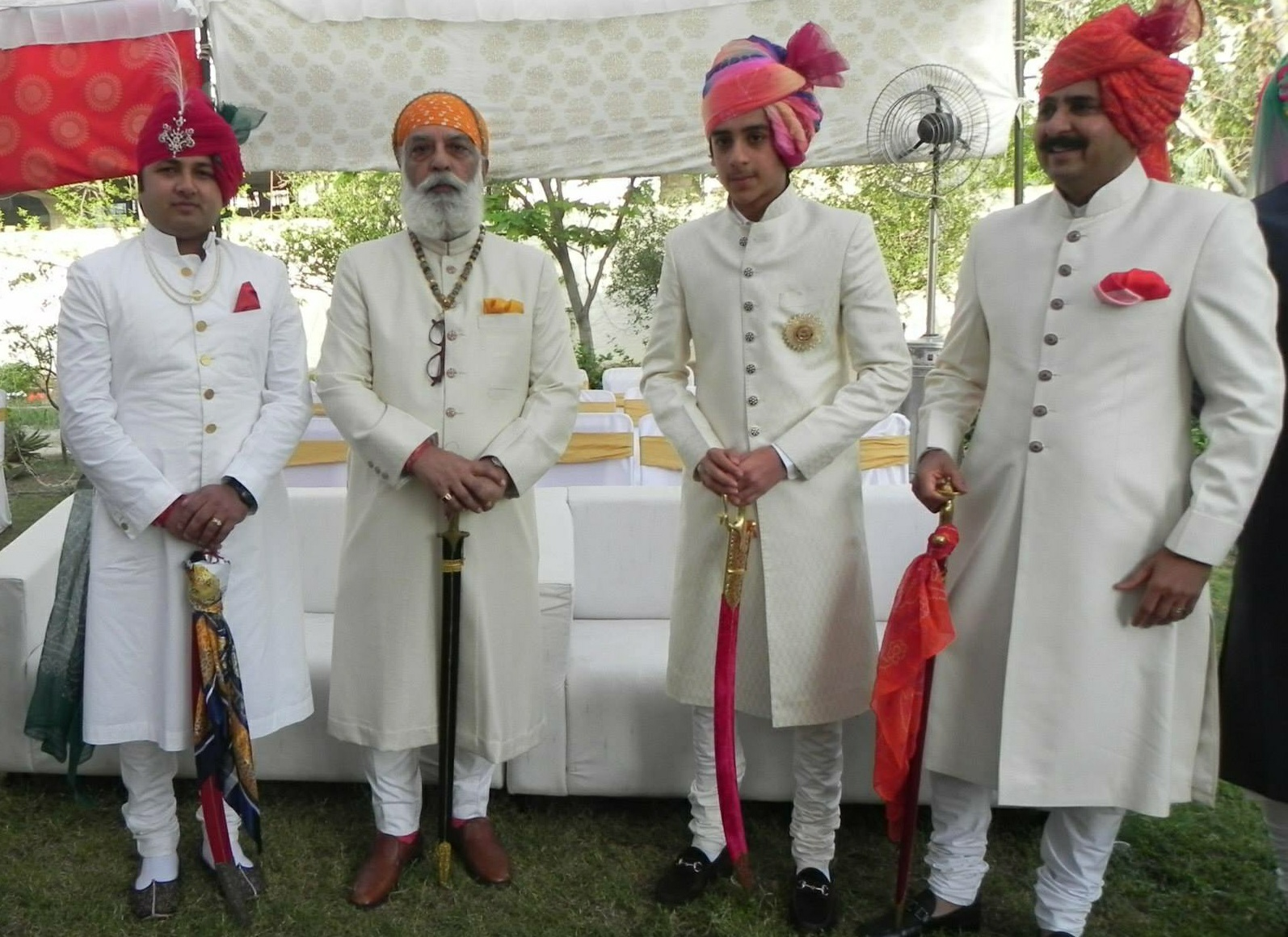
Mannen uit Rajasthan (Noordwest India, tegen Pakistan) in sherwani's